# Gabriel Domenech
Gabriel Domenech (Reiners, 4 de setembre del 1920 - Marsella, 13 de maig del 1990) va ser un periodista i polític rossellonès.

## Biografia
El 1945 començà la seva carrera periodística, que transcorregué íntegra al periòdic conservador Le Méridional; hi fou nomenat redactor en cap al 1971, càrrec que encara conservava en jubilar-se, el 1985.
La seva actuació política s'inicià el 1958, quan fou escollit conseller general del cantó de Peirueis, als Alps de l'Alta Provença, departament on s'havia establert. Poc després es presentà a les eleccions per a diputat a Assemblea Nacional en representació del departament; feu campanya en defensa de l'Algèria francesa i en contra de la descolonització, i fou elegit. S'integrà al grup "Républicains populaires et centre démocratique" (dreta no gaullista). El 1962, es tornà a presentar defensant novament la causa franco-algeriana, però no sortí escollit.
Passà a militar al Centre démocrate, que esdevindria "Centre des démocrates sociaux" (CDS), però als anys 60 es dedicà especialment al l'ofici periodístic. Amb les tribunes que això li proporcionà exposà públicament els seus retrets contra els gaullistes i els algerians, en un missatge que s'inspirava en Léon Daudet i anà evolucionant cap a l'extrema dreta. La publicació d'un article extremadament virulent demanant operacions de càstig contra els treballadors d'origen algerià (1973) fou seguit, poc després, per un seguit d'atemptats racistes que deixaren una dotzena d'afectats a la conurbació marsellesa. Malgrat el suport de la dreta local, Domenech fou condemnat per incitació a l'odi racial.

Després de jubilar-se el 1985, es donà de baixa del CDS per apropar-se al Front Nacional. Va ser elegit conseller regional per les Boques del Roine i pel mateix departament obtingué un escó a l'Assemblea Nacional el 1986, figurant en dues llistes del Front. Un any després es feu del partit, animat, digué, pel desig d'aportar a Jean-Marie Le Pen. 
| « | la caution de quarante ans de journalisme au service de la vérité | » |

De resultes de l'acord de gestió compartida entre dreta i extrema dreta franceses, Domenech va ser nomenat vicepresident de la regió Provença - Alps - Costa Blava. A les eleccions legislatives del 1988, per bé que s'aprofità de l'acord de desistiment recíproc entre el RPR i la UDF per una banda i el Front per l'altra, no reeixí -per poc- a ser reelegit. Dos mesos més tard esdevingué president de la federació FN a les Boques del Roine, càrrec que hagué de deixar al maig de l'any següent pels mals resultats de la llista del partit a les municipals del març.